# Аустралазија
Аустралазија је подручје које укључује Аустралију, Нови Зеланд, Нову Гвинеју, и многа околна острва од којих се већина налази у источном делу Индонезије. Чарлс де Бросес је у својем делу Histoire des navigations aux terres australes (1756) сковао реч Аустралазија према латинским речима које значе „јужно од Азије" и диференцирао је подручје Аустралазије од Полинезије и југоисточног Пацифика (Магеланика). Аустралазија се понекад користи као посебан термин за Аустралију и Нови Зеланд због недостатка друге речи која би била ограничена на те две земље.
Из политичке и културне перспективе реч има малену употребу иако су Аустралија и Нови Зеланд релативно богате, претежно англофоне земље и у много чему деле мало заједничког са осталим државама у подручју. Термин је непопуларан на Новом Зеланду јер у називу истиче Аустралију и значајно имплицира да је регија део Азије. Уместо њега се преферира термин Океанија, која има различито значење, а многи Новозеланђани често сматрају да Аустралија не чини део Океаније.
Са стајалишта биологије, пак, Аустралазија је посебна регија са заједничком еволуцијском историјом и многим јединственим биљкама и животињама од којих су неке заједничке за читаво подручје, док су остале специфичне за одређене делове али ипак деле заједничке претке.
Биолошку разделну линију са Азијом чини Волисова линија која представља границу двеју континенталних плоча. Сулавеси и Ломбок леже на источној, аустралоазијској страни линије, док се Борнео и Бали налазе на западној, азијској страни.
У прошлости се Аустралазија користила као назив за удружени аустралијски и новозеландски тим. Примери укључују тенис између 1905. и 1913. године када су Аустралија и Нови Зеланд удружили своје најбоље играче у такмичењу на међународном турниру Дејвис Куп и олимпијским играма 1908. и 1912.